# Indonesische Staatsbürgerschaft
Die indonesische Staatsbürgerschaft (indonesisch Warga Negara Indonesia) ist die rechtliche Zugehörigkeit einer natürlichen Person  zum Staatsverband Indonesiens mit den zugehörigen Rechten und Pflichten, die in der Verfassung und im Staatsbürgerschaftsgesetz geregelt wird. Bei der indonesischen Staatsangehörigkeit steht das Abstammungsprinzip im Vordergrund.
Seit 1996 ist der Besitz eines indonesischen Personalausweises (KTP) oder einer Familienkarte (KK) oder Geburtsurkunde hinreichend zum Nachweis der Staatsbürgerschaft, zuvor benötigte man spezielle Urkunden, die bei Bedarf auch heute noch ausgestellt werden.

## Kolonialzeit
Detailliert in niederländische Staatsangehörigkeit: Sonderregeln Inselindien
Im neuen niederländischen Buergelijk Wetboek regelte man 1838 die Staatsangehörigkeit ähnlich wie im Code Napoléon. Es gab (auch) eine Geburtsortsregelung, die geschlechtsneutral einschließlich der Kolonien galt. Ein separates Staatsbürgerschaftsgesetz erließ man 1850. Wichtige Neuerung war, dass nun Kinder von niederländischen Bürgern, die in den Kolonien geboren wurden nicht mehr Staatsangehörige wurden. Das Gesetz Wet op het Nederlanderschap en het ingezetenschap vom 12. Dezember 1892 trat zum 1. Juli 1893 in Kraft und galt zunächst nur im europäischen Reichsteil.
Die Verwaltung Niederländisch-Indiens war zunächst zentralistisch organisiert. Seit 1902 praktizierte man kommunalistische Politik. Bürgerliche Rechte waren statusabhängig. Unterschieden wurde zwischen Weißen (vor dem Ersten Weltkrieg ungeachtet ihrer Staatsangehörigkeit) und ihnen Gleichgestellte als da waren Japaner und per Dekret im Staatsanzeiger assimilierte Eingeborene. Von 1893 und 1910 waren die nicht-assimilierten Eingeborenen („inheemse“) effektiv staatenlos. Am 10. Februar 1910 erging ein Gesetz für Niederländisch-Indien, das gemäß ius soli einen Untertanenstatus verlieh. Für die Eingeborenen schuf man den Status eines „nicht-niederländischen niederländischen Untertanen“ („Nederlands onderdaan niet-Nederlander“). Sie waren in ihre kolonialen Heimat zwar Untertanen, aber „Nicht-Bürger.“
Für die große Gruppe der zugewanderten Chinesen gab es zusätzliche Sonderregeln. Ihre Belange wurden durch ernannte „Kapitäne“ oder die örtliche chinesische Handelskammer vertreten. Die neue Verfassung von 1925, Indische Staatsregeling, schrieb die Rassentrennung weiter fest.
Die Haager Konvention über Staatsangehörigkeitsfragen von 1930 samt ihren Protokollen wurden zum 21. Dezember 1936 in Niederländisch-Indien übernommen. Geregelt sind Fragen der Doppelstaatlichkeit samt Wehrpflicht, Staatenlose und Staatsangehörigkeit von Ehefrauen.

### 1945 bis 1950

Die ursprüngliche „Republik Indonesia Serikat“ (Vereinigte Staaten von Indonesien) in rot, sowie, hell, von der 1945 zurückgekehrten niederländischen Kolonialmacht bis 1949/50 kontrollierte Gebiete, den teilweise autonome Verwaltungen gegeben wurden. (Die exakten Grenzen waren während der beiden „Polizeiaktionen“ 1945–47 und 1948 fließend.)

Der Unabhängigkeitskampf von 1942/45–1950 mit verschiedenen Stadien und Verwaltungen entwickelte sich zu einer verwickelten Angelegenheit, die staatsangehörigkeitsrechtlich komplexe Fragen aufwarf. Etwa 300.000 Weiße und Mischlinge verließen Inselindien für die europäischen Niederlande. In den 1950er Jahren wurden geschätzt weitere 50.000 ausgewiesen. Das für die „Republik Indonesia Serikat“ erlassene Gesetz № 3/1946 legte den Schwerpunkt auf das ius soli und die damals international übliche „Familieneinheit,“ d.h, beide Ehepartner und Kinder sollten dieselbe Nationalität haben. Zu dieser Zeit wurde jede Einbürgerung durch Parlamentsbeschluss genehmigt, ein entsprechendes Komitee, Badan Pekerja Komite Nasional Pusat, bereitete diese vor.

Dieser kurze Zeitraum ist allenfalls für spezialisierte Rechtshistoriker von Interesse.
Ein erster Vertrag zwischen der scheidenden Kolonialmacht und der indonesischen Regierung mit verschiedenen Optionsmöglichkeiten wurde 1949 geschlossen. Etwa siebzig Millionen Eingeborene (sog. pribumi) Inselindiens wurden automatisch Indonesier, eine Viertelmillion hatte die Möglichkeit zur Option, von diesen wählten 13600 Indonesien. Bis Mitte der 1960er gelangten gut 150.000 aus Indonesien Stammende in die Niederlande. Viele von diesen waren Mischlinge, die sich in Indonesien benachteiligt fühlten. Endgültig einigten sich beide Länder erst im Abkommen 1962.

## Ausdehnung des Staatsgebietes im Osten

### Molukken
Die 1950 ausgerufene, christlich geprägte Republik Maluku Selatan (Republik der Südmolukken) wurde international von niemanden anerkannt. Die indonesische Eroberung war auf den Hauptinsel im November 1950, in Außengebieten 1955 vollendet.
Tausende „Ambonesen“, die in den unmittelbaren Nachkriegsjahren bevorzugt für die Kolonialarmee angeworben wurden, mussten die Niederländer zu ihrem Schutz 1950/51 nach Europa evakuieren. Sie waren formal 1949 indonesische Staatsbürger geworden. Mit Wirkung zum 1. Januar 1978 erhielten die staatenlos in verschiedenen Lagern in den europäischen Niederlanden lebenden Molukker den Status: „Wird wie ein Niederländer behandelt“. In ihren Pässen fand sich der Eintrag „gemäß dem Gesetz vom 9. September 1976.“ Fast alle von diesen sind heute eingebürgerte niederländische Vollbürger.

### Westneuguinea

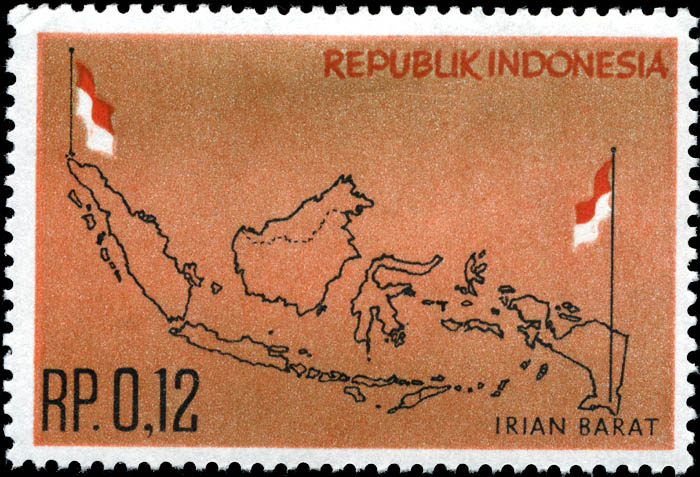
Indonesien „von Sabang bis Merauke“. Von 1963 bis 1971 gab die indonesische Post für Westneuguinea (Irian Barat) spezielle Briefmarken heraus.

Gemäß der Protektoratserklärung mit dem Sultan von Tidore von 1909 hatten die Niederlande die Option dessen Gebiete zu annektieren. Die Option wurde am 8. Juli 1949 ausgeübt. Zusammen mit dem restlichen Westneuguinea schuf man eine Woche später ein weiteres „Neo-Land.“ Das Gebiet blieb bis zum niederländisch-indonesischen Act of Free Choice vom 15. August 1962 Kolonie. Nach kurzer UNO-Verwaltung übernahm Indonesien 1963 die Kontrolle. Man annektierte es nach einem Volksentscheid durch eintausend ausgesuchte Wahlmänner am 16. August 1968 endgültig.
Bis heute schwelt der Papuakonflikt weiter, bei dem die angestammte Bevölkerung sich gegen die muslimisch geprägte Überfremdung durch Zuwanderungen wehrt und um ihre Unabhängigkeit kämpft.

### Osttimor

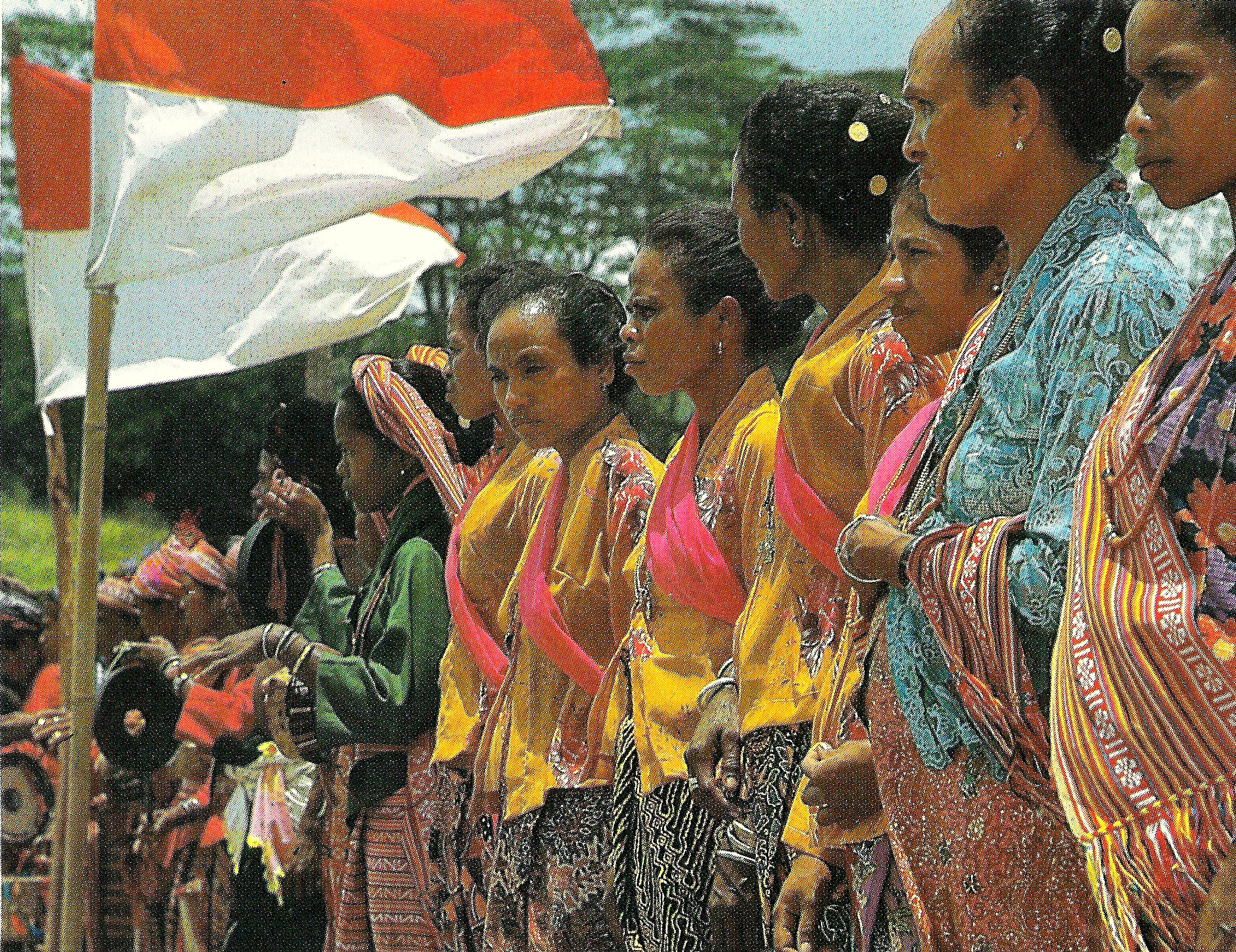
Osttimoresinnen unter der indonesischen Flagge (1984).

Seit dem 17. Jahrhundert teilte sich die Insel Timor in einen niederländischen und einen portugiesischen Teil. Die Grenze zwischen den Kolonialmächten wurde endgültig 1916 festgelegt. Sie entspricht zum größten Teil auch der heutigen Grenze zwischen Indonesien und Osttimor (Timor-Leste). Nach der Nelkenrevolution sollte die Unabhängigkeit vorbereitet werden. Als Indonesien begann, die Grenzgebiete Portugiesisch-Timors zu besetzen, rief die osttimoresische Partei FRETILIN am 28. November 1975 einseitig die Unabhängigkeit aus, um internationale Hilfe zu erhalten. Neun Tage später landeten indonesische Truppen in der Hauptstadt Dili und begannen mit der kompletten Besetzung Osttimors. Im Sommer 1976 erklärte Indonesien die Annexion. Völkerrechtlich wurde dies von Portugal und der internationalen Gemeinschaft nie anerkannt. Aus portugiesischer Sicht blieben die Bewohner Staatsbürger Portugals. De facto erhielten die Bewohner mit der Annexion die indonesische Staatsbürgerschaft. In einem Unabhängigkeitsreferendum, das auf Druck der internationalen Gemeinschaft zustande kam, entschieden sich die Osttimoresen 1999 mit einer deutlichen Mehrheit für die Unabhängigkeit und gegen das Angebot einer inneren Autonomie. Die indonesische Besatzung endete mit der Übernahme der Kontrolle durch die Vereinten Nationen im September 1999. Die „Demokratische Republik Timor-Leste“ ist seit 2002 eigenständig. Pro-indonesische Einwohner, die wegzogen behielten die indonesische Staatsbürgerschaft.

## Seit der Unabhängigkeit
Die indonesische Revolutionsverfassung stammt vom 22. Juni 1945. In ihr wurde die Gleichheit vor dem Gesetz festgelegt (§27). Diese Verfassung wurde bei Unabhängigkeit durch eine bald ebenfalls aufgehobene, föderative ersetzt, dann aber 1959 wieder in Kraft gesetzt. Im Wesentlichen wird bestimmt, dass ein Staatsangehörigkeitsgesetz zu erlassen sei. Vorarbeiten begannen 1954, verabschiedet wurde es vier Jahre später. Im Kern gilt es heute noch, es gab vor allem Änderungen hinsichtlich der Gleichberechtigung.

### Staatsangehörigkeitsgesetz 1958

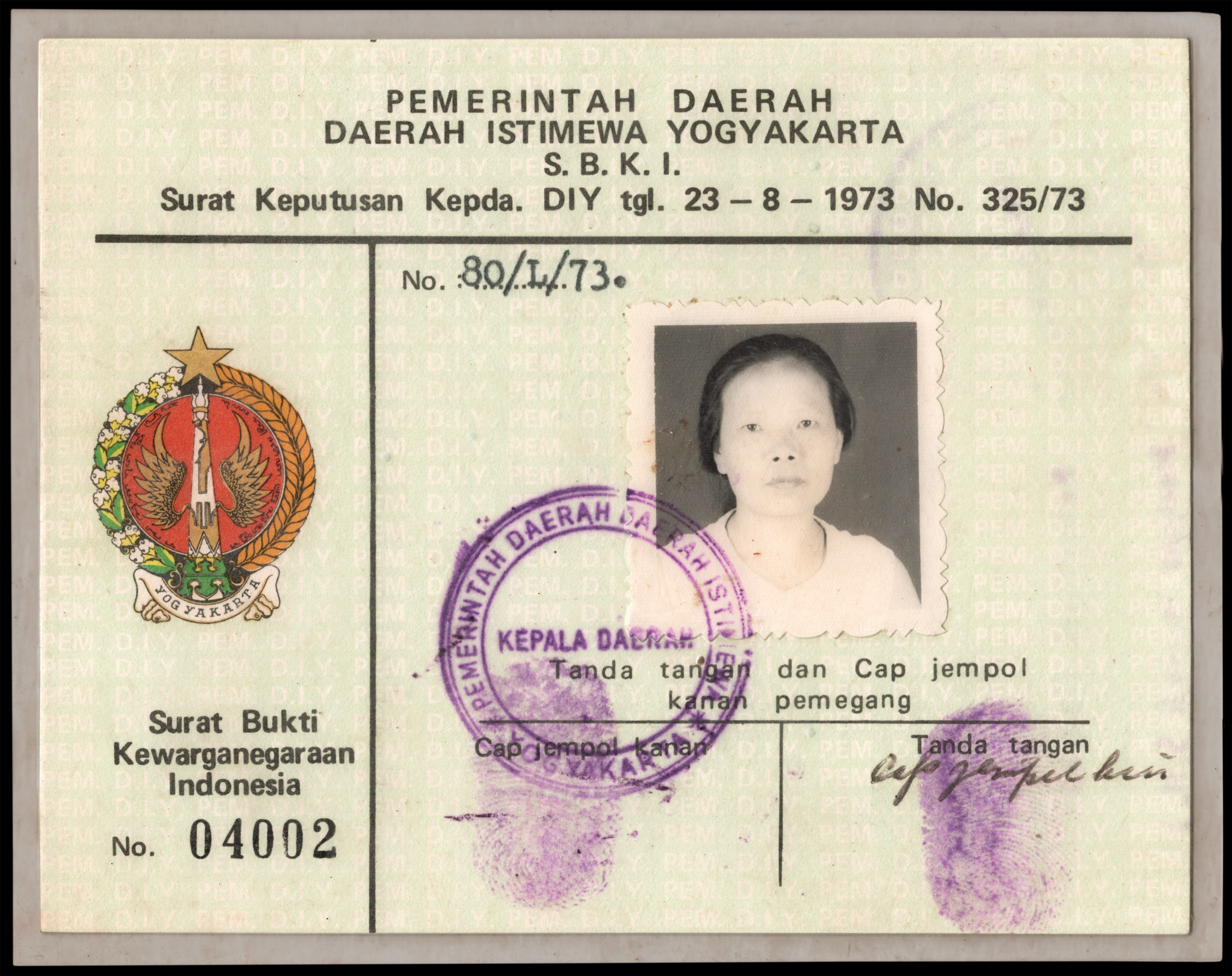
1973 ausgestellter Staatsangeörigkeitsausweis (Surat Bukti Kewarganegaraan Indonesia).

Das Staatsangehörigkeitsgesetz trat am Tage der Verkündung, dem 1. Aug. 1958 in Kraft. Hier dominierte nun das Abstammungsprinzip a patre. Einige Regeln galten rückwirkend ab 1949. Volljährig in Staatsangehörigkeitsfragen war man mit 18, bei Einbürgerungen erst mit 21. Verfahren führte das Justizministerium, in gewissen Fällen mit Zustimmung des Kabinetts. Zuständig für Erklärungen und Antragsannahme war das örtliche „Bezirksgericht,“ das auch ein ggf. nötiges Verfahren zum Vorliegen der Staatsangehörigkeit durchführt.
Einbürgerungen, Erwerb und Verlust werden namentlich im Staatsanzeiger bekannt gemacht.
Erwerbsgründe
- alle Indonesier nach den Verträgen zur Unabhängigkeit, bzw. anderen seit 17. Aug. 1945 erlassenen Vorschriften
- ab Geburt
  - wer einen (mit der Mutter verheirateten[17]) indonesischen Vater hat (oder innerhalb 300 Tagen nach dessen Tod geboren wurde), oder jünger als 5 genehmigt adoptiert wurde
  - wer uneheliches Kind einer indonesischen Mutter ist
  - eine indonesische Mutter und einen staatenlosen Vater hat
  - in Indonesien gefundene Findelkinder
  - Kinder in Indonesien lebender staatenloser Eltern[18] oder solche die aus irgendwelchen Gründen die Staatsangehörigkeit ihrer ausländischen Eltern bei Geburt in Indonesien nicht erwerben
- auf Antrag (bis 19 Jahre) an den Justizminister:
  - Kinder eines ausländischen Vaters, mit dessen Staatsangehörigkeit, wenn dieser von der indonesischen Mutter geschieden wird
  - in Indonesien geborenen Staatenlose der 2. Generation („doppeltes ius soli“)
- einheiratende Ausländerinnen durch Abgabe einer entsprechenden Erklärung innerhalb eines Jahres nach Heirat.[19] Nach Scheidung kann eine solche Frau eine innerhalb eines Jahres durch Erklärung dies wieder rückgängig machen, sofern sie dann nicht staatenlos wird.
- Eintritt in die indonesischen Streitkräfte, wenn gegenüber dem Verteidigungsminister eine Erklärung über die gewünschte Annahme der Staatsbürgerschaft abgegeben wird.

Einbürgerungsbedingungen bis 1998
- Mindestens 21 Jahre, und
- in Indonesien geboren, oder mindestens fünf Jahre ununterbrochen oder 10 Jahre mit Unterbrechung hier ansässig, und
- einwandfreie Sprachkenntnisse von Bahasa Indonesia, und
- geistig und körperlich gesund, und
- ein festes Einkommen, und
- Gebührenzahlung (die Summe setzte das örtliche Finanzamt einkommensabhängig fest, weniger als ein Monatseinkommen)

Andere Staatsangehörigkeiten müssen aufgegeben werden. Weiterhin mussten verheiratete Männer die Zustimmung aller Ehefrauen einholen. Allerdings durften verheiratete Frauen für sich alleine keine Einbürgerung beantragen. Kinder unter 18 wurden mit ihren Vätern eingebürgert, wenn sie in Indonesien wohnten.
Der Antrag war beim örtlichen Pengadilan Negeri (dt. etwa „Bezirksgericht“) einzureichen. Das eigentliche Verfahren führte dann das Justizministerium. Doppelstaatlichkeit war und ist ein Einbürgerungshindernis. Die gezahlte Gebühr wurde bei Ablehnung des Antrags zurückerstattet. Die Einbürgerung wird am Tage der Genehmigung durch den Minister wirksam. Der Neubürger muss einen Treueeid leisten.

Durch Falschangaben erschlichene Einbürgerungen können von der ursprünglich zuständigen Dienststelle widerrufen werden.
Die Regierung kann aus Gründen der Staatsraison einen Parlamentsbeschluss über eine Einbürgerung herbeiführen. Derartige Neubürger müssen nur das Mindestalter haben und den Treueeid leisten.
Verlustgründe
Verlust oder Aufgabe ist nur möglich, wenn dadurch keine Staatenlosigkeit eintritt.
- Annahme einer fremden Staatsbürgerschaft oder Besitz eines gültigen ausländischen Reisepasses.
- nach Inkrafttreten des Gesetzes erfolgter ungenehmigter Eintritt in eine fremde Wehrmacht[20] oder ausländische Beamtenstelle, die einen Treueeid erfordert.
- Teilnahme an einer Wahl im Ausland.
- auf Antrag beim Justizminister: für Volljährige, die dauerhaft im Ausland leben.
- bis 5: Adoption durch einen Ausländer.
- bis 18: Vaterschaftsanerkennung durch einen Ausländer.
- Aufgabeerklärung eines Mannes. Sie erstreckte sich automatisch auf die Ehefrau(en) und Kinder unter 18 sowie auf uneheliche Kinder einer unverheirateten Indonesierin.
- Erklärung einer Indonesierin, die einen Ausländer geheiratet hat, innerhalb eines Jahres nach Heirat, wenn sie so die Staatsangehörigkeit des Mannes erwirbt. Nach Eheende kann von ihr die indonesische Staatsbürgerschaft durch Erklärung wieder aufgenommen werden.
- Adoptierte oder als Minderjährige automatisch Indonesier gewordene, können mit 21 durch Erklärung diese wieder ablegen.
- bei mehr als fünfjährigem Auslandsaufenthalt, wenn nicht alle zwei Jahre die Beibehaltungsabsicht beim örtlichen Konsulat angemeldet wird.[21]

### Vertrag mit China
Angesichts der großen Zahl in Indonesien lebender Auslandschinesen schlossen die beiden Länder am 22. April 1955 einen Vertrag über die doppelte Staatsangehörigkeit. Vorgesehen war eine Optionsfrist volljähriger, mündiger Doppelstaatler innerhalb zwei Jahren. Ehefrauen durften selbst entscheiden. Etwa 102.000–119.000 der sogenannten Yìnní guīqiáo (印尼歸僑) kehrten ins befreite China zurück. Wurde eine Optionserklärung innerhalb der vorgeschriebenen zwei Jahre nicht abgegeben, so galt die Staatsbürgerschaft des Vaters als automatisch anzuwendendes Anknüpfungsmerkmal.

## Nach 1998
Während der autokratischen Herrschaft Suhartos bis 1998 blieb die Verfassung kaum verändert. Schon 1974 wurden die bis dahin vier Gesetze über Eheschließungen zu einem eigenen Heiratsgesetz zusammengefasst, das deutlich mehr Gleichberechtigung brachte. In die Verfassung fand solches erst durch verschiedentliche Änderungen 1999–2006 Eingang.
Bereits 1997 gab es erste Pläne zur Gesetzesreform, seit 2002 diskutierte man ernsthaft. Die frauenfeindlichen Regeln im Staatsangehörigkeitsgesetz wurden dann erst mit Gesetz № 12/2006 angepasst.
Das heißt, nun ist jedes eheliche Kind mit mindestens einem indonesischen Elternteil Indonesier ab Geburt. Selbst bei Vaterschaftsanerkennung durch einen Ausländer bleibt das Kind Indonesier, wenn die Mutter es war oder ist. Die anderen Gründe ex lege änderten sich kaum. Geschätzt ein Viertel der Geburten indonesischer Kinder wird nicht korrekt angemeldet. Sie haben dann später Probleme ihre Staatsbürgerschaft nachzuweisen. Um die häufig die Landesgrenzen überschreitenden Seenomaden Sama Bajau besser zu registrieren, hat man mit den Philippinen schon 1975 ein Abkommen geschlossen. Durch engere Zusammenarbeit konnte seit 2011 die Staatsangehörigkeit etwas 9000 Betroffener geklärt werden.
Prinzipiell sieht die indonesische Regierung ihr Land nicht als Einwanderungsland. Es fehlen daher z. B. auch Vorschriften über die erleichterte Einbürgerung anerkannter Flüchtlinge. Bei Auslandsgeburten ist man toleranter geworden, so dass auch Kinder von Indonesiern die die Staatsbürgerschaft des Geburtslandes erhalten, ebenfalls Indonesier werden. Zwischen 18 und 21 Jahren müssen diese Doppelstaatler nun eine Optionserklärung abgeben. Wird die Option nicht ausgeübt gelten sie als Ausländer. Mehrfache Staatsbürgerschaft für Volljährige bleibt verboten.
Einbürgerungsvoraussetzungen
- Mindestalter 18, und
- bei Antragstellung mindestens fünf Jahre ununterbrochen oder 10 Jahre mit Unterbrechung(en) im Lande ansässig, und
- Sprachkenntnisse von Bahasa Indonesia, der Staatsideologie sowie zur Verfassung hat, und
- geistig und körperlich gesund ist, und
- keine Vorstrafe mit einer Verurteilung zu mehr als einem Jahr Haft hat, und
- Arbeitseinkommen oder Vermögen hat, und
- die Gebühr bezahlt.

Anträge leitet heute der vorprüfende örtliche Beamte an den Justizminister, der diese innerhalb drei Monaten dem Präsidenten vorlegt. Die Einbürgerung erfolgt durch Dekret des Präsidenten, das dem Antragsteller bekannt gemacht wird, der dann vor dem bezeichneten Beamten den vorgeschriebenen Treueeid abzulegen hat und daraufhin innerhalb 14 Tagen bei der zuständigen Behörde anmelden muss. Ablehnungen werden normalerweise begründet und können verwaltungsgerichtlich angefochten werden. Staatsangehörigkeitssachen werden weiterhin im Staatsanzeiger veröffentlicht.
Einheiratende Ausländer werden durch Erklärung beim zuständigen Amt eingebürgert. Sie müssen die allgemeinen Wartefristen erfüllen können. Wollen sie Doppelstaatler bleiben, erhalten sie nur eine Daueraufenthaltserlaubnis. Eine 2015 begonnenen Diskussion das Doppelstaatlerverbot zu lockern, führte zu keinen Änderungen.
Die Verlustgründe sind kaum verändert. Nun genügt es die Beibehaltungsabsicht bei Auslandsaufenthalt alle fünf Jahre anzuzeigen. Verliert ein Ehepartner die Staatsangehörigkeit, betrifft dies nicht den anderen Partner. Personen, die vor Inkrafttreten aufgrund älterer Bestimmungen ihre Staatsangehörigkeit verloren hatten, konnten bis 2010 die Wiederaufnahme beantragen.
Für Falschangaben, Anstiftung hierzu, damit zusammenhängende Urkundenfälschung usw. wurden konkrete Strafbestimmungen eingefügt.